# Mitch Fritz
Pour les articles homonymes, voir Fritz.
Mitch Fritz (né le 24 novembre 1980 à Osoyoos, Colombie-Britannique au Canada) est un joueur professionnel canadien de hockey sur glace.

## Carrière de joueur
Joueur au gabarit imposant étant plus reconnu à ses talents de pugiliste qu'à ses talents de joueur de hockey. Malgré sa stature, il mit quelques années avant d'atteindre la Ligue nationale de hockey. Il commença sa carrière professionnelle lors de la saison 2000-2001 où il partagea son temps entre la East Coast Hockey League et la Ligue américaine de hockey.
Durant quelques saisons, le même scénario se reproduisit jusqu'à la saison 2004-2005 où il se tailla un poste permanent avec les Falcons de Springfield. En 2006, il se mérita le Trophée Yanick-Dupré remis au joueur s'étant le plus impliqué dans sa communauté.
En 2007-2008, il fut limité à un peu plus de 10 parties en raison d'une blessure. Cette décevante saison ne l'empêcha pas de signer un contrat avec les Islanders de New York. Il y fera ses débuts dans la LNH le 30 octobre 2008 lors d'une partie face aux Flyers de Philadelphie.

## Statistiques
| Saison     | Équipe                      | Ligue      |    | Saison régulière | Saison régulière | Saison régulière | Saison régulière | Saison régulière |   | Séries éliminatoires | Séries éliminatoires | Séries éliminatoires | Séries éliminatoires | Séries éliminatoires |
| Saison     | Équipe                      | Ligue      | PJ | B                | A                | Pts              | Pun              | PJ               | B | A                    | Pts                  | Pun                  |                      |                      |
| 1998-1999  | Rockets de Kelowna          | LHOu       | 52 | 9                | 0                | 9                | 156              | 2                | 0 | 0                    | 0                    | 0                    |                      |                      |
| 1999-2000  | Rockets de Kelowna          | LHOu       | 58 | 4                | 2                | 6                | 204              | 5                | 0 | 0                    | 0                    | 0                    |                      |                      |
| 2000-2001  | Tiger Sharks de Tallahassee | ECHL       | 42 | 5                | 3                | 8                | 79               | -                | - | -                    | -                    | -                    |                      |                      |
| 2000-2001  | Lock Monsters de Lowell     | LAH        | 5  | 0                | 0                | 0                | 20               | -                | - | -                    | -                    | -                    |                      |                      |
| 2001-2002  | Cottonmouths de Columbus    | ECHL       | 45 | 3                | 7                | 10               | 284              | -                | - | -                    | -                    | -                    |                      |                      |
| 2001-2002  | Bulldogs de Hamilton        | LAH        | 13 | 0                | 0                | 0                | 37               | -                | - | -                    | -                    | -                    |                      |                      |
| 2001-2002  | Flames de Saint-Jean        | LAH        | 11 | 0                | 0                | 0                | 34               | -                | - | -                    | -                    | -                    |                      |                      |
| 2002-2003  | Cottonmouths de Columbus    | ECHL       | 33 | 2                | 4                | 6                | 144              | -                | - | -                    | -                    | -                    |                      |                      |
| 2002-2003  | Admirals de Milwaukee       | LAH        | 13 | 1                | 2                | 3                | 33               | -                | - | -                    | -                    | -                    |                      |                      |
| 2003-2004  | Cottonmouths de Columbus    | ECHL       | 64 | 3                | 9                | 12               | 149              | -                | - | -                    | -                    | -                    |                      |                      |
| 2003-2004  | IceCats de Worcester        | LAH        | 4  | 0                | 0                | 0                | 10               | 4                | 0 | 0                    | 0                    | 4                    |                      |                      |
| 2004-2005  | Falcons de Springfield      | LAH        | 45 | 3                | 1                | 4                | 179              | -                | - | -                    | -                    | -                    |                      |                      |
| 2005-2006  | Falcons de Springfield      | LAH        | 69 | 6                | 5                | 11               | 212              | -                | - | -                    | -                    | -                    |                      |                      |
| 2006-2007  | Falcons de Springfield      | LAH        | 63 | 0                | 1                | 1                | 144              | -                | - | -                    | -                    | -                    |                      |                      |
| 2007-2008  | Wolf Pack de Hartford       | LAH        | 11 | 1                | 4                | 5                | 34               | 2                | 0 | 0                    | 0                    | 4                    |                      |                      |
| 2008-2009  | Sound Tigers de Bridgeport  | LAH        | 36 | 0                | 2                | 2                | 58               | -                | - | -                    | -                    | -                    |                      |                      |
| 2008-2009  | Islanders de New York       | LNH        | 20 | 0                | 0                | 0                | 42               | -                | - | -                    | -                    | -                    |                      |                      |
| 2009-2010  | Admirals de Norfolk         | LAH        | 73 | 2                | 4                | 6                | 157              | -                | - | -                    | -                    | -                    |                      |                      |
| 2010-2011  | Admirals de Norfolk         | LAH        | 11 | 0                | 1                | 1                | 36               | -                | - | -                    | -                    | -                    |                      |                      |
| Totaux LNH | Totaux LNH                  | Totaux LNH | 20 | 0                | 0                | 0                | 42               | -                | - | -                    | -                    | -                    |                      |                      |

## Trophées et honneurs personnels
- 2006 : remporta le Trophée Yanick-Dupré de la Ligue américaine de hockey.

## Transactions en carrière
- 5 août 2005 : signe un contrat comme agent libre avec le Lightning de Tampa Bay.
- 3 juillet 2008 : signe un contrat comme agent libre avec les Islanders de New York.
- 1er juillet 2010 : signe un contrat comme agent libre avec le Wild du Minnesota.

## Parenté dans le sport
- Frère du joueur de football américain, Luke Fritz.